# A My Little Pony: Equestria Girls dalainak listája
A My Little Pony: Equestria Girls hivatalos magyar szinkron-os dalok listája. 

## Equestria Girls Filmek (2013 - 2016)

### Equestria Girls(2013)
| #  | Dal                                               | Eredeti előadó                                                                  | Magyar előadó  |
| -- | ------------------------------------------------- | ------------------------------------------------------------------------------- | -------------- |
| 1. | My Little Pony Theme Song (Equestria Girls Remix) | Rebecca Shoichet                                                                | Vágó Bernadett |
| 2. | This Strange World                                | Rebecca Shoichet                                                                | Vágó Bernadett |
| 3. | Equestria Girls (Cafeteria Song)                  | Rebecca Shoichet, Shannon Chan-Kent, Kazumi Evans, Ashleigh Ball, Andrea Libman | Vágó Bernadett |
| 4. | Time to Come Together                             | Rebecca Shoichet, Shannon Chan-Kent, Kazumi Evans, Ashleigh Ball, Andrea Libman | Vágó Bernadett |
| 5. | This Is Our Big Night                             | Rebecca Shoichet, Shannon Chan-Kent, Kazumi Evans, Ashleigh Ball, Andrea Libman | Vágó Bernadett |
| 6. | A Friend for Life                                 | Jessica Santos                                                                  | Vágó Bernadett |

### Szivárványvarázs(2014)
| #   | Dal                    | Eredeti előadó                                                                                                 | Magyar előadó                          |
| --- | ---------------------- | --- | -------------------------------------- |
| 1.  | Rainbow Rocks          | Rebecca Shoichet, Shannon Chan-Kent, Kazumi Evans, Ashleigh Ball, Andrea Libman                                | Csuha Bori, Sági Tímea, Vágó Bernadett |
| 2.  | Better Then Ever       | Shannon Chan-Kent, Kazumi Evans, Ashleigh Ball, Andrea Libman                                                  | Csuha Bori, Sági Tímea, Vágó Bernadett |
| 3.  | Battle                 | Kazumi Evans, Madeline Merlo, Shylo Sharity                                                                    | Csuha Bori, Sági Tímea, Vágó Bernadett |
| 4.  | Bad Counter Spell      | Rebecca Shoichet                                                                                               | Csuha Bori                             |
| 5.  | Snips and Snails's Rap | Lee Tockar, Richard Ian Cox                                                                                    | Baráth István, Baradlay Viktor         |
| 6.  | Shake Your Tail        | Rebecca Shoichet, Shannon Chan-Kent, Kazumi Evans, Ashleigh Ball, Andrea Libman                                | Csuha Bori, Sági Tímea, Vágó Bernadett |
| 7.  | Under Our Spell        | Kazumi Evans, Madeline Merlo, Shylo Sharity                                                                    | Csuha Bori, Sági Tímea, Vágó Bernadett |
| 8.  | Tricks Up My Sleeve    | Kathleen Barr                                                                                                  | Sági Tímea                             |
| 9.  | Awesome As I Wanna Be  | Ashleigh Ball                                                                                                  | Sági Tímea                             |
| 10. | Welcome to the Show    | Kazumi Evans, Madeline Merlo, Shylo Sharity, Rebecca Shoichet, Shannon Chan-Kent, Ashleigh Ball, Andrea Libman | Csuha Bori, Sági Tímea, Vágó Bernadett |
| 11. | Rainbooms Battle       | Hangszeres | Hangszeres                             |
| 12. | Shine Like Rainbows    | Rebecca Shoichet, Shannon Chan-Kent, Kazumi Evans, Ashleigh Ball, Andrea Libman                                | Csuha Bori, Sági Tímea, Vágó Bernadett |

### Barátságpróba(2015)
| #  | Dal                        | Eredeti előadó                                                                  | Magyar előadó                          |
| -- | -------------------------- | ------------------------------------------------------------------------------- | -------------------------------------- |
| 1. | Friendship Games           | Rebecca Shoichet, Shannon Chan-Kent, Kazumi Evans, Ashleigh Ball, Andrea Libman | Csuha Bori, Sági Tímea, Vágó Bernadett |
| 2. | CHS Rally Song             | Ashleigh Ball, Kaylee Johnston, Gabriel Brown                                   | Csuha Bori, Sági Tímea, Vágó Bernadett |
| 3. | What More Is Out There?    | Rebecca Shoichet                                                                | Vágó Bernadett                         |
| 4. | ACADECA                    | Rebecca Shoichet, Kaylee Johnston, Gabriel Brown                                | Csuha Bori, Sági Tímea, Vágó Bernadett |
| 5. | Unleash the Magic          | Iris Quinn, Rebecca Shoichet, Kaylee Johnston, Gabriel Brown                    | Nádasi Veronika, Vágó Bernadett        |
| 6. | Right There in Front of Me | Rebecca Shoichet, Shannon Chan-Kent, Kazumi Evans, Ashleigh Ball, Andrea Libman | Csuha Bori, Sági Tímea, Vágó Bernadett |

### Az örök szabadság legendája(2016)
| #  | Dal                         | Eredeti előadó                                                                  | Magyar előadó                           |
| -- | --------------------------- | ------------------------------------------------------------------------------- | --------------------------------------- |
| 1. | The Legend of Everfree      | Rebecca Shoichet, Shannon Chan-Kent, Kazumi Evans, Ashleigh Ball, Andrea Libman | Csuha Bori, Sági Tímea, Nádasi Veronika |
| 2. | The Midnight in Me          | Rebecca Shoichet                                                                | Mahó Andrea                             |
| 3. | Embrace the Magic           | Rebecca Shoichet                                                                | Sági Tímea                              |
| 4. | We Will Stand for Everfree  | Kelly Metzger                                                                   | Nádasi Veronika                         |
| 5. | Legend You Were Meant To Be | Rebecca Shoichet, Shannon Chan-Kent, Kazumi Evans, Ashleigh Ball, Andrea Libman | Csuha Bori, Sági Tímea, Nádasi Veronika |
| 6. | Hope Shines Eternal         | Rebecca Shoichet, Shannon Chan-Kent, Kazumi Evans, Ashleigh Ball, Andrea Libman | Csuha Bori, Sági Tímea, Nádasi Veronika |

## Equestria Girls Különkiadások (2017 - 2019)
| #                                | Dal                        | Eredeti előadó                                                                  | Magyar előadó                           |
| -------------------------------- | -------------------------- | ------------------------------------------------------------------------------- | --------------------------------------- |
| Táncvarázslat (2017)             |                            |                                                                                 |                                         |
| 1.                               | Dance Magic                | Rebecca Shoichet, Ashleigh Ball, Shannon Chan-Kent, Kazumi Evans, Andrea Libman | Csuha Bori, Nádasi Veronika             |
| Elfeledett barátság (2018)       |                            |                                                                                 |                                         |
| 2.                               | Equestria Girls Theme Song | Sophia Montero                                                                  | Csuha Bori                              |
| 3.                               | We've Come So Far          | Rebecca Shoichet, Ashleigh Ball, Andrea Libman, Shannon Chan-Kent, Kazumi Evans | Nádasi Veronika                         |
| 4.                               | Invisible                  | Shannon Chan-Kent                                                               | Sági Tímea                              |
| A barátság hullámvasútján (2018) |                            |                                                                                 |                                         |
| 5.                               | Photo Booth                | Kazumi Evans, Ashleigh Ball, Rebecca Shoichet, Andrea Libman                    | Csuha Bori, Nádasi Veronika, Sági Tímea |
| Tavaszi szünet (2019)            |                            |                                                                                 |                                         |
| 6.                               | All Good                   | Kazumi Evans, Ashleigh Ball, Rebecca Shoichet, Andrea Libman                    | Laurinyecz Réka, Csuha Bori, Sági Tímea |
| A színfalak mögött (2019)        |                            |                                                                                 |                                         |
| 7.                               | Find the Magic             | Kazumi Evans, Shylo Sharity, Shannon Chan-Kent                                  | Laurinyecz Réka, Sági Tímea             |
| 8.                               | True Original              | Marie Hui, Arielle Tuliao, Rebecca Shoichet, Shannon Chan-Kent                  | Laurinyecz Réka, Sági Tímea             |

## Fordítás
Ez a szócikk részben vagy egészben  a   List of songs in Equestria Girls című angol Wikipédia-szócikk fordításán alapul.  Az eredeti cikk szerkesztőit annak laptörténete sorolja fel. Ez a jelzés csupán a megfogalmazás eredetét és a szerzői jogokat jelzi, nem szolgál a cikkben szereplő információk forrásmegjelöléseként.